# Sestino
Sestino település Olaszországban, Toszkána régióban, Arezzo megyében. Lakosainak száma 1201 fő (2023. január 1.). Sestino Badia Tedalda, Belforte all’Isauro, Borgo Pace, Carpegna, Casteldelci, Mercatello sul Metauro, Pennabilli és Piandimeleto községekkel határos.

## Népesség
A település lakossága az elmúlt években az alábbi módon változott:
| Lakosok száma | 1343 | 1309 | 1201 |
|               | 2017 | 2018 | 2023 |